# 1762年5月31日の海戦
1762年5月31日の海戦（英語: Action of 31 May 1762）は七年戦争および英西戦争中、スペインのカディス沖でおきた、イギリスのフリゲート1隻とスループ1隻とスペインのフリゲート1隻の間の小規模な海戦。スペインのフリゲートが降伏すると、その積荷が大量の金銀であることが判明し、イギリスの戦艦が獲得した戦利品のなかで最も値打ちの高いものとなった。

## 背景
開戦から4か月後、イギリスはスペインを海上封鎖した。封鎖の目的はスペインによるカリブ海への増援を防ぎ、ハバナの戦いを有利に進めるためと、スペインがジブラルタルや地中海で軍事行動をおこすことを防ぐためであった。

## 戦闘
1762年5月15日、ハーバート・ソーヤー艦長の28門フリゲートのアクティブとフィルモン・ポウノル艦長の18門スループのフェイヴァリットはスペイン海岸のカディス沖を航行していた。そこでスペインの26門フリゲートのエルミオーンを見かけた。

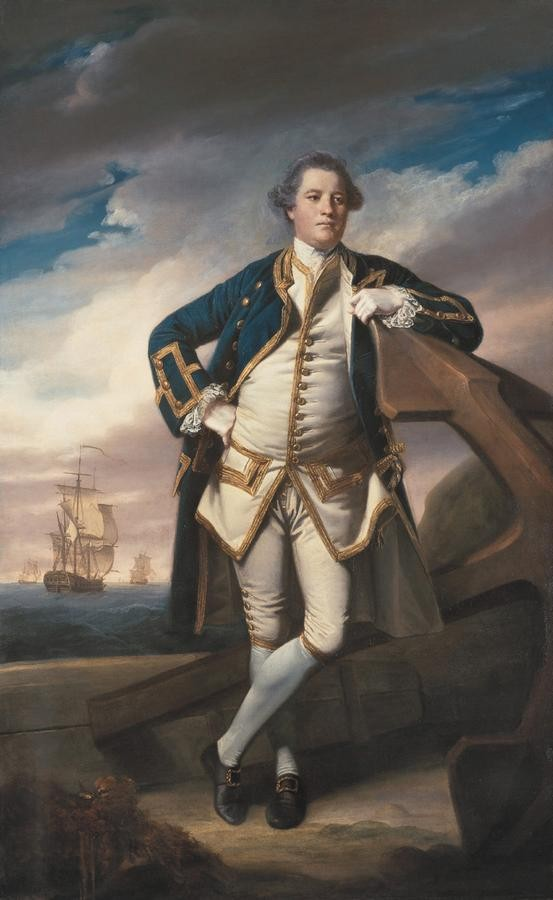
フィルモン・ポウノルの肖像画、ジョシュア・レノルズ作。戦闘後まもなく描かれたもの。

フアン・デ・サバレタ大尉率いるエルミオーンは1月6日にリマの西のカヤオを出港したが、その時点ではまだ英西戦争の宣戦布告が行われていなかったため、乗員は開戦を知らなかった可能性が高い。そのためか5月15日朝にアクティブとフェイヴァリットを見かけても戦闘の準備は緩慢にしか行われず、10時に乗員の配置を調整して砲手用の道を整えた程度であった。大砲は準備されておらず、火薬の格納箱への道は散らかされていた。13時、アクティブとフェイヴァリットは回頭してエルミオーンに向かってきた。15時、砲兵の指揮官フランシスコ・サビエル・モラレス・デ・ロス・リオスはサバレタに戦闘部署につく命令を下すよう要請したが、サバレタは不可解にも晩餐後の17時までそれを拒否した。
アクティブとフェイヴァリットはエルミオーンの傍まで来ると数度砲撃した。エルミオーンが舷側砲を撃つと、イギリス両艦の舷側砲も火を噴いた。エルミオーンはすぐにマストの殆どを破られ、ミズンマストのみが残った。これによりエルミオーンが動けなくなったため降伏を余儀なくされた。
スペイン士官の間に混乱と誤解があったことで、エルミオーンは舷側砲を2回しか撃てなかった。サバレタは降伏の印に軍艦旗を降ろす際、イギリス船隊はエルミオーンをフランスのフリゲートに誤認していると主張したが、モラレスは砲撃を続けようとした。また、イギリスがエルミオーンに乗り込んできたとき、サバレタはほかの士官の同意を得ずに降伏した。

## その後
イギリスはエルミオーンを拿捕したが、そこで積荷を見て、ようやくエルミオーンが普通のフリゲートでないことに気づいた。エルミオーンはカディスへ帰る途中で、積荷にはドル、金貨、金と銀の地金、カカオ、スズの塊などが数多くあった。
エルミオーンはイギリス船に随伴してジブラルタルまで運ばれ、戦利品として接収された。積荷や船体などの価値は当時の価格で519,705ポンド10シリング（2016年の7千万ポンド相当）であった。ソーヤーとポウノルは艦長としてそれぞれ64,872ポンドを受け取り（2016年の873万ポンド相当）、下級水兵も給料30年分の480ドルを受け取った。この値打ちは2008年時点でも最高記録である。
戦利品を獲得したソーヤーとポウノルは一夜にして巨万の富を得た。ポウノルはアッシュプリングトンのシャーパムぶどう園を購入、そこでロバート・テイラー設計の家、ランスロット・ブラウン設計の庭園を建造した。またジョシュア・レノルズに肖像画を描かせた。
その反面、スペインに戻ると、サバレタはゲレーロの船上で軍法会議を受け、死刑を宣告された。後にカルロス3世により減刑を受け、海軍から免職されて禁固刑10年に服した。サバレタは釈放の代わりにフリゲートの再建のための資金を出すことを求めたが聞き入れられなかった。モラレスは海軍から2年間の停職処分を受け、その間はジーベックで働いた。また、士官のルカス・ガルベスは1年間の停職処分を受けた。